# 1898 en santé et médecine
| Années de la santé et de la médecine : 1895 - 1896 - 1897 - 1898 - 1899 - 1900 - 1901    |
| Décennies de la santé et de la médecine : 1860 - 1870 - 1880 - 1890 - 1900 - 1910 - 1920 |

Cet article présente les faits marquants de l'année 1898 en santé et médecine.

## Événements
- Juin : Paul-Louis Simond démontre que les puces du rat transmettent la peste bubonique.

- Martinus Willem Beijerinck utilise des expériences de filtration pour démontrer que la maladie de la mosaïque du tabac est causée par quelque chose plus petit que la bactérie, et il appelle cela virus.

## Naissances
- 24 mai : Helen Taussig, pédiatre et cardiologue américaine, née le 20 mai 1986.
- 23 août : Albert Claude (mort en 1983), médecin belge, lauréat du prix Nobel de physiologie ou médecine en 1974.

## Décès
- 26 avril : Édouard Raoul (né en 1845), pharmacien de Marine, naturaliste et explorateur français.